# WWE TLC: Tables, Ladders & Chairs (2017)
WWE TLC: Tables, Ladders & Chairs 2017 (kurz: TLC 2017) war eine Wrestling-Veranstaltung der WWE, die als Pay-per-View und auf dem WWE Network ausgestrahlt wurde. Sie fand am 23. Oktober 2017 im Target Center in Minneapolis, Minnesota, Vereinigte Staaten statt. Es war die neunte Austragung von TLC seit der Premiere im Jahr 2009. Zum ersten Mal fand die Veranstaltung im US-Bundesstaat Minnesota statt.

## Hintergrund
Im Vorfeld der Veranstaltung wurden sieben Matches angesetzt, davon eins für die Pre-Show. Diese resultierten aus den Storylines, die in den Wochen vor TLC bei Raw, einer der wöchentlichen Shows der WWE, gezeigt wurden.
Hauptkampf der Veranstaltung war ein 5-gegen-3-Handicap-Tables,-Ladders-und-Chairs-Match zwischen Dean Ambrose, Seth Rollins und Kurt Angle auf der einen sowie The Miz, Cesaro, Sheamus, Kane und Braun Strowman auf der anderen Seite. Die ehemalige Trägerin der NXT Women’s Championship Asuka gab ihr Debüt im Hauptroster gegen Emma.
Zwei Tage vor der Veranstaltung änderten sich die zunächst angesetzten Matches, da Roman Reigns (sollte im Hauptmatch an der Seite von Dean Ambrose und Seth Rollins antreten) und Bray Wyatt (für ihn war ein Einzelmatch gegen Finn Bálor geplant) krankheitsbedingt für die Veranstaltung ausfielen. Sie wurden in ihren jeweiligen Matches durch den nach elf Jahren in den WWE-Ring zurückkehrenden Kurt Angle (Reigns) beziehungsweise dem eigentlich zum Roster von SmackDown Live, der zweiten wöchentlichen Show der WWE gehörenden AJ Styles (Wyatt) ersetzt. Somit konnte die im Rahmen der Storyline für die Veranstaltung geplante Reunion des Stables The Shield (Ambrose, Reigns und Rollins) nicht umgesetzt werden.

## Ergebnisse
| Matchart                                            |                                         |      |                                                 | Zeit  |
| --------------------------------------------------- | --------------------------------------- | ---- | ----------------------------------------------- | ----- |
| Singles-Match (Pre-Show-Match)                      | Sasha Banks                             | bes. | Alicia Fox                                      | 10:21 |
| Singles-Match                                       | Asuka                                   | bes. | Emma                                            | 09:15 |
| Tag-Team-Match                                      | Cedric Alexander & Rich Swann           | bes. | Jack Gallagher & The Brian Kendrick             | 07:41 |
| Singles-Match um die WWE Raw Women’s Championship   | Alexa Bliss (C)                         | bes. | Mickie James                                    | 11:48 |
| Singles-Match um die WWE Cruiserweight Championship | Enzo Amore                              | bes. | Kalisto (C)                                     | 08:43 |
| Singles-Match                                       | Finn Bálor                              | bes. | AJ Styles                                       | 18:55 |
| Singles-Match                                       | Jason Jordan                            | bes. | Elias                                           | 08:12 |
| 5-gegen-3-Handicap-TLC-Match                        | Dean Ambrose, Kurt Angle & Seth Rollins | bes. | Braun Strowman, Cesaro, Kane, Sheamus & The Miz | 35:38 |